# 金浩允
金浩允（朝鮮語：김호윤，1965年- ），朝鮮民主主義人民共和國指揮家。現任尹伊桑管弦樂團常任指揮者。
1978年進入平壤音樂舞蹈大學（今平壤金元均音樂大學），1983年選擇音樂指揮專業，1990年畢業。後在朝鮮民主主義人民共和國國立交響樂團、尹伊桑管弦樂團開始指揮活動。2005年被授予功勳藝術家稱號。